# Poolbillard-Senioreneuropameisterschaft
Die Poolbillard-Senioreneuropameisterschaft ist ein seit 1991 jährlich von der European Pocket Billiard Federation ausgetragenes Poolbillardturnier zur Ermittlung der Europameister in den Disziplinen 14/1 endlos, 8-Ball, 9-Ball und 10-Ball sowie der Mannschaften.
Die Altersklassen Senioren und Ladies (Seniorinnen) umfassen dabei Spieler bzw. Spielerinnen, die älter als 40 Jahre sind.
Das 10-Ball-Turnier findet erst seit 2010 statt. Bei den Ladies wird kein 14/1-Wettbewerb ausgetragen. Der Mannschaftswettbewerb der Ladies fand 2017 zum ersten Mal statt.
2010 und 2011 wurden die Wettbewerbe der Senioren gemeinsam mit der Jugend-Europameisterschaft ausgetragen.

## Statistik

### Senioren
| Jahr | Austragungsort | 14/1 endlos       | 14/1 endlos        | 8-Ball            | 8-Ball            | 9-Ball            | 9-Ball             | 10-Ball           | 10-Ball           |
| Jahr | Austragungsort | Sieger            | Finalist           | Sieger            | Finalist          | Sieger            | Finalist           | Sieger            | Finalist          |
| ---- | -------------- | ----------------- | ------------------ | ----------------- | ----------------- | ----------------- | ------------------ | ----------------- | ----------------- |
| 1991 | Leningrad      | Hans Nymann       | Kari Kulmala       | Evert Eriksson    | Kurt Scheurer     | Rainer Wolff      | Jan Anderson       | n. a.             | n. a.             |
| 1992 | Jönköping      | Hans Nymann       | Klaus Wilms        | Fritz Lips        | Silvert Ostlund   | Jan Anderson      | Rainer Wolff       | n. a.             | n. a.             |
| 1993 | Altach         | Klaus Wilms       | Hans Nymann        | Franz Krinner     | Fritz Lips        | Eystein Gangfløt  | Jan Anderson       | n. a.             | n. a.             |
| 1994 | Interlaken     | Bernd Woitanowski | Klaus Wilms        | Ostland Bertlin   | Franz Krinner     | Peter Börgers     | Danny Eichenberger | n. a.             | n. a.             |
| 1995 | Unterseen      | Michael Snaritsch | Ostland Bertlin    | Peter Börgers     | Leo Täubl         | Bernd Woitanowski | Juri Kari          | n. a.             | n. a.             |
| 1996 | Oberhausen     | Willi Ludwig      | Hans Nymann        | Wilfried Strötges | Franz Krinner     | Wilfried Strötges | Sylvert Östlund    | n. a.             | n. a.             |
| 1997 | Helsinki       | Sylvert Östlund   | Hans Nymann        | Arno Kiveliö      | Hans Nymann       | Jan Eric Rotonen  | Willi Ludwig       | n. a.             | n. a.             |
| 1998 | Roeselare      | Tony Fransson     | Hakan Axelsson     | Arno Kiveliö      | Carmine Nanula    | Richard Hartmann  | Jan Eric Rotonen   | n. a.             | n. a.             |
| 1999 | Seget-Trogir   | Tony Fransson     | Hakan Axelsson     | Willi Ludwig      | Tony Fransson     | Ralf Waschkewitz  | Jan Eric Rotonen   | n. a.             | n. a.             |
| 2000 | Göteborg       | Tony Fransson     | Stan Järledahl     | Stan Järledahl    | Günter Geisen     | Stan Järledahl    | Arno Kiveliö       | n. a.             | n. a.             |
| 2001 | Helsinki       | Tony Fransson     | Günter Geisen      | Günter Geisen     | Stan Järledahl    | Jörg Rywotzki     | Günter Geisen      | n. a.             | n. a.             |
| 2002 | Fulda          | Kent Karlsson     | Günter Geisen      | Ralf Waschkewitz  | Günter Geisen     | Karl Hanscho      | Gianni Campagnolo  | n. a.             | n. a.             |
| 2003 | Oostende       | Günter Geisen     | Kent Karlsson      | Günter Geisen     | Tony Fransson     | Giorio Margalo    | Gerit Coort        | n. a.             | n. a.             |
| 2004 | Weert          | Günter Geisen     | Thomas Damm        | Günter Geisen     | Thomas Damm       | Günter Geisen     | Stan Järledahl     | n. a.             | n. a.             |
| 2005 | Genua          | Karl Hanscho      | Thomas Damm        | Günter Geisen     | Stan Järledahl    | Thomas Damm       | Giorio Margola     | n. a.             | n. a.             |
| 2006 | Mikołów        | Günter Geisen     | Jürgen Baumgärtner | Olaf Köster       | Günter Geisen     | Tony Fransson     | Karl Hanscho       | n. a.             | n. a.             |
| 2007 | Leende         | Olaf Köster       | Günter Geisen      | Karl Hanscho      | Jony Vanrijkel    | Manuel Pereira    | Holger Gries       | n. a.             | n. a.             |
| 2008 | Willingen      | Günter Geisen     | Tony Fransson      | Holger Gries      | Manuel Pereira    | Olaf Köster       | Kent Karlsson      | n. a.             | n. a.             |
| 2009 | Leende         | Karl Hanscho      | Günter Geisen      | Holger Gries      | Stan Järledahl    | Thomas Peeters    | Karl Hanscho       | n. a.             | n. a.             |
| 2010 | Leende         | Frank Willner     | Henrique Correia   | David Plattner    | Paulo Costa       | Henrique Correia  | Frank Willner      | Manuel Pereira    | Gianni Campagnolo |
| 2011 | Luxemburg      | Stefano Bazzana   | Heiko Müller       | Reiner Wirsbitzki | Zoltan Kojsza     | Henrique Correia  | Robert Sudić       | Henrique Correia  | Tomasz Malinowski |
| 2012 | Brandenburg    | Rene Peeters      | Gijs van Helmond   | Jesse Thehu       | Peter Eriksson    | Giorgio Margola   | Jan Lundell        | Henrique Correia  | Frank Willner     |
| 2013 | Sarajevo       | Manuel Pereira    | Kim Uytenbogaardt  | Manuel Pereira    | Tom Storm         | Tom Storm         | Johny Vanrijkel    | Reiner Wirsbitzki | Vegar Kristiansen |
| 2014 | Portorož       | Reiner Wirsbitzki | Henrique Correia   | Sami Karttunen    | Jesse Thehu       | Vegar Kristiansen | Henrique Correia   | Henrique Correia  | Vegar Kristiansen |
| 2015 | St. Johann     | Reiner Wirsbitzki | Vegar Kristiansen  | Senarip Azar      | Dirk Stenten      | Henrique Correia  | Senarip Azar       | Henrique Correia  | Jesse Thehu       |
| 2016 | Tirana         | Vegar Kristiansen | Šandor Tot         | Senarip Azar      | Reiner Wirsbitzki | Jan Keller        | Manuel Pereira     | Šandor Tot        | Senarip Azar      |
| 2017 | Leende         | Jesse Thehu       | Dirk Stenten       | Henrique Correia  | James Telfer      | Henrique Correia  | Reiner Wirsbitzki  | Vegar Kristiansen | Reiner Wirsbitzki |

### Ladies
| Jahr | Austragungsort | 8-Ball             | 8-Ball             | 9-Ball             | 9-Ball             | 10-Ball           | 10-Ball           |
| Jahr | Austragungsort | Siegerin           | Finalistin         | Siegerin           | Finalistin         | Siegerin          | Finalistin        |
| ---- | -------------- | ------------------ | ------------------ | ------------------ | ------------------ | ----------------- | ----------------- |
| 1998 | Roeselare      | Ulla Haltunnen     | Sylvia Hutter      | Ulla Haltunnen     | Sylvia Hutter      | n. a.             | n. a.             |
| 1999 | Seget-Trogir   | Sylvia Hutter      | Ulla Haltunnen     | Sylvia Hutter      | Rici Martens       | n. a.             | n. a.             |
| 2000 | Göteborg       | Therese Schulz     | Brigitte Ganze     | Angelika Weber     | Therese Schulz     | n. a.             | n. a.             |
| 2001 | Helsinki       | Klara Lensing      | Therese Schulz     | Klara Lensing      | Ulla Haltunnen     | n. a.             | n. a.             |
| 2002 | Fulda          | Klara Lensing      | Karin Bogs         | Cornelia Pauritsch | Petra Hoffmann     | n. a.             | n. a.             |
| 2003 | Oostende       | Cornelia Pauritsch | Klara Lensing      | Klara Lensing      | Angelika Weber     | n. a.             | n. a.             |
| 2004 | Weert          | Klara Lensing      | Brigitte Ganze     | Klara Lensing      | Brigitte Ganze     | n. a.             | n. a.             |
| 2005 | Genua          | Klara Lensing      | Angelika Weber     | Illa Weberstetter  | Ilona Zalmanova    | n. a.             | n. a.             |
| 2006 | Mikołów        | Marjella Frosterus | Monika Oeschger    | Illa Weberstetter  | Ursula Habersaat   | n. a.             | n. a.             |
| 2007 | Leende         | Pia Vahasorinki    | Klara Lensing      | Brigitte Ganze     | Klara Lensing      | n. a.             | n. a.             |
| 2008 | Willingen      | Sylvia Buschhüter  | Brigitte Ganze     | Sylvia Buschhüter  | Klara Lensing      | n. a.             | n. a.             |
| 2009 | Leende         | Birgit Reimann     | Marjella Frosterus | Birgit Reimann     | Marjella Frosterus | n. a.             | n. a.             |
| 2012 | Brandenburg    | Katja Kahl         | Wienke Thamsen     | Katja Kahl         | Anja Hehre         | Susanne Wessel    | Wienke Thamsen    |
| 2013 | Sarajevo       | Susanne Wessel     | Karin Michl        | Susanne Wessel     | Ann-Sofie Lofgren  | Barbara Bolfelli  | Ann-Sofie Lofgren |
| 2014 | Portorož       | Barbara Bolfelli   | Dana Stoll         | Karin Michl        | Anja Hehre         | Susanne Wessel    | Barbara Bolfelli  |
| 2015 | St. Johann     | Barbara Bolfelli   | Susanne Wessel     | Susanne Wessel     | Cristina Moscetti  | Cristina Moscetti | Karin Michl       |
| 2016 | Tirana         | Ulrika Andersson   | Susanne Wessel     | Ulrika Andersson   | Susanne Wessel     | Susanne Wessel    | Cristina Moscetti |
| 2017 | Leende         | Susanne Wessel     | Karin Michl        | Ine Helvik         | Susanne Wessel     | Ine Helvik        | Nathalie Rohmer   |

### Senioren-Mannschaft
| Jahr | Austragungsort | Europameister |
| 1991 | Leningrad      | Schweden      |
| 1992 | Jönköping      | Deutschland   |
| 1993 | Altach         | Schweden      |
| 1994 | Interlaken     | Deutschland   |
| 1995 | Unterseen      | Deutschland   |
| 1996 | Oberhausen     | Deutschland   |
| 1997 | Helsinki       | Norwegen      |
| 1998 | Roeselare      | Deutschland   |
| 1999 | Seget-Trogir   | Österreich    |
| 2000 | Göteborg       | Deutschland   |
| 2001 | Helsinki       | Schweden      |
| 2002 | Fulda          | Schweden      |
| 2003 | Oostende       | Deutschland   |
| 2004 | Weert          | Deutschland   |
| 2005 | Genua          | Deutschland   |
| 2006 | Mikołów        | Schweden      |
| 2007 | Leende         | Deutschland   |
| 2008 | Willingen      | Deutschland   |
| 2009 | Leende         | Deutschland   |
| 2010 | Leende         | Portugal      |
| 2011 | Luxemburg      | Portugal      |
| 2012 | Brandenburg    | Portugal      |
| 2013 | Sarajevo       | Deutschland   |
| 2014 | Portorož       | Niederlande   |
| 2015 | St. Johann     | Portugal      |
| 2016 | Tirana         | Ungarn        |
| 2017 | Leende         | Norwegen      |

### Ladies-Mannschaft
| Jahr | Austragungsort | Europameister |
| 2017 | Leende         | Deutschland   |